# Rafał Prokopczuk
Rafał Prokopczuk (* 23. März 1999 in Warschau) ist ein polnischer Volleyballspieler.

## Karriere
Prokopczuk begann seine Karriere in seiner Heimatstadt bei MOS Wola Warszawa. Der Zuspieler nahm 2017 mit den polnischen Junioren an der U19-Weltmeisterschaft in Bahrain teil. In der Saison 2018/19 spielte er beim Zweitligisten AZS Częstochowa. 2019 nahm er an der U21-WM teil, die ebenfalls in Bahrain stattfand. Danach wechselte er zum deutschen Bundesliga-Aufsteiger Heitec Volleys Eltmann.